# Alfredo Simonti
Alfredo Simonti (Livorno, 2 marzo 1926 – Livorno, 9 giugno 2007) è stato un calciatore italiano, di ruolo difensore.

## Carriera
Gioca per sette anni con la maglia del Livorno, debuttando in Serie B nella stagione 1949-1950 e disputando quattro campionati cadetti per un totale di 99 presenze e 2 reti.
Con i labronici disputa anche tre campionati di Serie C, collezionando altre 95 presenze in terza serie.